# 결혼전쟁
《결혼전쟁》은 대한민국의 JTBC의 프로그램이다. 실제 결혼을 전제로 사귀는 연예인 커플들이 출연하여, 결혼 준비 과정에서 발생하는 모든 것(행복, 갈등, 화해 등)을 낱낱이 들여다보고, 그들의 속사정을 100% 여과 없이 적나라하게 보여준다. 기혼자들에게는 결혼에 대한 추억을, 미혼자들에게는 간접 경험을 할 수 있는 기회를 제공하는 프로그램이다.

## 방송 시간
- 2012년 11월 6일 ~ 2012년 12월 4일 : 매주 화요일 오후 7시 50분
- 2012년 12월 14일 ~ 2012년 12월 21일 : 매주 금요일 오전 9시 40분